# أندرو لوميس
أندرو لوميس (بالإنجليزية: Andrew Loomis) هو رسام ورسام توضيحي أمريكي، ولد في 1892 في سيراكيوز في الولايات المتحدة، وتوفي في 1959.